# Yahoo! Mail
Yahoo! Mail是由Yahoo!營運的一款網絡電子郵件（Webmail）服務，於1997年10月8日啟用。Yahoo! Mail是互聯網上最大的網絡電子郵件服務，有超過2.6億的用戶。2007年，Yahoo! Mail引進一個和Outlook Express相近的新介面，但原有的介面亦獲得保留。同年，Yahoo! Mail亦開始向免費用戶提供無限的儲存容量，但其實內部仍然為每個用戶設有30GB的限制。Yahoo! Mail的主要對手有Outlook.com和Gmail等。

## 歷史
1996年7月4日，世界上第一個網絡電子郵件服務──Hotmail開始商業運作。而Yahoo! Mail於1997年10月8日開始運作。
2004年4月1日，Google公司宣佈提供一個有1GB容量的免費電子郵箱服務，亦即現時的Gmail。當時，Yahoo! Mail的免費用戶只能擁有6MB的的容量。由於Gmail所提供的是Yahoo! Mail的約170倍容量，Yahoo! Mail免費用戶的郵箱容量提升至100MB，以提升競爭力。之後，Yahoo! Mail又再次把免費版的郵箱容量提升至1GB。2007年5月，Yahoo! Mail的免費用戶開始享有無限的儲存容量。
2007年8月26日，Yahoo! Mail開始提供一個新的電郵介面，介面和操作方法均和Outlook Express十分相近，例如拖曳移動郵件、郵件預覽、自動完成地址等。同時，Yahoo! Mail的各部份亦升級至支援Firefox。不過，由於部份瀏覽器仍未支援新介面（例如Safari），有些用戶亦較為喜歡舊版介面的簡潔和載入快速，故Yahoo! Mail保留了舊版介面，用戶可以隨時轉用新版或舊版介面。
2008年6月19日，由於原有的@yahoo.com地址開始飽和，故Yahoo! Mail開始提供兩個新的地址供註冊──@ymail.com和@rocketmail.com。台灣，Yahoo!奇摩另開放@kimo.com，是台灣特有的電子郵件域名。
2013年4月18日，中国雅虎邮箱宣布于2013年8月19日停止服务，中文用户会被提醒替换成同用户名的阿里云邮箱，英语用户则会被推荐注册其他用户名以“yahoo.com”，“ymail.com”，“rocketmail.com”等域名结尾的邮箱。
2021年11月，有中国用户收到雅虎的通知邮件，显示“Yahoo Mail account will be closed on February 28, 2022”意味着雅虎要关闭中国用户的yahoo.com账号了。

## 新版界面
新版界面十分像Outlook Express，又加入了一些Gmail獨有的功能。

### 特色
新版界面有多項特色功能：
- 新設計的界面
- 登入／登出頁面經改良
- 整合Yahoo! Messenger，用戶可以在Yahoo! Mail中和其他連絡人聊天
- 整合Yahoo!行事曆，用戶加入的資訊自動於每一頁顯示
- 整合Yahoo!天氣，可以顯示用戶選定城市的天氣
- 整合Yahoo!新聞，可以顯示新聞簡要
- 整合RSS閱讀器功能
- 擁有信箱分身功能，用於避免郵件竊盜及垃圾信件

和Gmail的功能類似：
- 界面包含搜尋列，可在任何地方作快速搜尋
- 定時自動重新載入和檢查郵件
- 鍵盤快速鍵，常用的功能更只須按一個按鍵，例如寫新信只須按一下「n」。
- 自動完成地址
- 自動定時儲存撰寫中之郵件至草稿箱（較後期加入）

和Outlook Express的功能類似
- 預覽郵件，在郵件列表上按一下即可於下方閱讀郵件
- 分頁功能，每一封郵件會在Yahoo! Mail內嵌的新分頁開啟（此功能又稱為「索引標籤」）
- 拖曳郵件以移動郵件至另一個資料夾
- 通訊錄可加入聯絡人群組

## 傳統界面
傳統介面較為簡潔，並且只提供較基本的郵件處理功能。傳統介面較為適合瀏覽器未能配合或不需要較多功能的用戶。

## 批評
Yahoo! Mail的垃圾郵件阻擋功能一向都遭受批評。很多時候，此功能「有等於無」，大量的垃圾郵件還是會落入用家的收件箱內。最受用家批評的是，有時非垃圾郵件卻會被錯誤被阻擋，台灣版的Yahoo! Mail尤為常見。為此，有台灣用戶發起「拒用奇摩信箱」行動。
另外，部分垃圾郵件把發出日期故意設定為過去或未來，例如1900年或2038年，Yahoo! Mail會一直把電郵按日期排在頁頂，結果大量的垃圾郵件佔據頁面，妨礙用戶閱讀正常的郵件。而Yahoo! Mail至今未有提供方法，讓用戶設定過濾這些發出日期明顯錯誤的郵件。